# Synallaxe terrestre
Asthenes humilis
Espèce
Synonymes
- Synallaxis humilis Cabanis, 1873 (protonyme)

Statut de conservation UICN

 LC  : Préoccupation mineure
Le Synallaxe terrestre (Asthenes humilis) est une espèce d'oiseaux de la famille des Furnariidae.

## Répartition
Cette espèce vit au Pérou et dans le Nord de la Bolivie.

## Taxinomie
Selon le Congrès ornithologique international et Alan P. Peterson il existe trois sous-espèces :
- Asthenes humilis cajamarcae Zimmer, 1936, dans le Nord-Ouest du Pérou ;
- Asthenes humilis humilis (Cabanis, 1873), dans le centre du Pérou ;
- Asthenes humilis robusta (Berlepsch, 1901), dans le Sud du Pérou et dans le Nord de la Bolivie.